# Tuxbach
Le Tuxbach est une rivière d'une longueur de 18,2 km qui coule dans le land du Tyrol en Autriche. Il est un affluent du Zemmbach dans le bassin du Danube.

## Source de la traduction
- (de) Cet article est partiellement ou en totalité issu de l’article de Wikipédia en allemand intitulé « Tuxbach » (voir la liste des auteurs).